# Supercoupe du Japon de football 2003
Navigation
Édition précédente Édition suivante
L'édition 2003 de la Supercoupe du Japon est la 10e de la Supercoupe du Japon et se déroule le 1er mars 2003 au Stade olympique national à Tokyo au Japon.
Les règles du match sont les suivantes : la durée de la rencontre est de 90 minutes, puis, en cas de match nul, les deux équipes se départageront directement lors d'une séance de tirs au but.
Le match oppose le Júbilo Iwata, vainqueur de la J League 2002, face au Kyoto Purple Sanga, vainqueur de la Coupe du Japon 2002.

## Feuille de match
| Iwata ·             |                     |  |
| Titulaires :        |                     |  |
|                     |                     |  |
| 12                  | Hiromasa Yamamoto   |  |
| 02                  | Hideto Suzuki       |  |
| 05                  | Makoto Tanaka       |  |
| 14                  | Takahiro Yamanishi  |  |
| 07                  | Hiroshi Nanami      |  |
| 23                  | Takashi Fukunishi   |  |
| 10                  | Toshiya Fujita      |  |
| 06                  | Toshihiro Hattori   |  |
| 04                  | Takahiro Kawamura   |  |
| 09                  | Masashi Nakayama    |  |
| 08                  | Rodrigo Gral        |  |
|                     |                     |  |
| Remplaçants :       |                     |  |
| 01                  | Arno van Zwam       |  |
| 03                  | Taikai Uemoto       |  |
| 15                  | Aleksandar Živković |  |
| 11                  | Norihiro Nishi      |  |
| 13                  | Nobuo Kawaguchi     |  |
|                     |                     |  |
| Entraîneur :        |                     |  |
| Masaaki Yanagishita |                     |  |

| Kyoto ·       |                   |     |
| Titulaires :  |                   |     |
|               |                   |     |
| 01            | Naohito Hirai     |     |
| 27            | Makoto Kakuda     |     |
| 05            | Kazuki Teshima    |     |
| 04            | Kazuhiro Suzuki   |     |
| 07            | Shingo Suzuki     |     |
| 06            | Kiyotaka Ishimaru |     |
| 16            | Daisuke Saito     | 78e |
| 17            | Shinya Tomita     |     |
| 10            | Daisuke Matsui    | 69e |
| 09            | Teruaki Kurobe    |     |
| 14            | Daisuke Nakaharai | 69e |
|               |                   |     |
| Remplaçants : |                   |     |
| 21            | Hideaki Ueno      |     |
| 08            | Makoto Atsuta     | 69e |
| 15            | Tadamichi Machida | 69e |
| 11            | Yutaka Tahara     | 78e |
| 02            | Shigeki Tsujimoto |     |
|               |                   |     |
| Entraîneur :  |                   |     |
| Gert Engels   |                   |     |

| Iwata ·             |                     |  |
| Titulaires :        |                     |  |
|                     |                     |  |
| 12                  | Hiromasa Yamamoto   |  |
| 02                  | Hideto Suzuki       |  |
| 05                  | Makoto Tanaka       |  |
| 14                  | Takahiro Yamanishi  |  |
| 07                  | Hiroshi Nanami      |  |
| 23                  | Takashi Fukunishi   |  |
| 10                  | Toshiya Fujita      |  |
| 06                  | Toshihiro Hattori   |  |
| 04                  | Takahiro Kawamura   |  |
| 09                  | Masashi Nakayama    |  |
| 08                  | Rodrigo Gral        |  |
|                     |                     |  |
| Remplaçants :       |                     |  |
| 01                  | Arno van Zwam       |  |
| 03                  | Taikai Uemoto       |  |
| 15                  | Aleksandar Živković |  |
| 11                  | Norihiro Nishi      |  |
| 13                  | Nobuo Kawaguchi     |  |
|                     |                     |  |
| Entraîneur :        |                     |  |
| Masaaki Yanagishita |                     |  |

| Kyoto ·       |                   |     |
| Titulaires :  |                   |     |
|               |                   |     |
| 01            | Naohito Hirai     |     |
| 27            | Makoto Kakuda     |     |
| 05            | Kazuki Teshima    |     |
| 04            | Kazuhiro Suzuki   |     |
| 07            | Shingo Suzuki     |     |
| 06            | Kiyotaka Ishimaru |     |
| 16            | Daisuke Saito     | 78e |
| 17            | Shinya Tomita     |     |
| 10            | Daisuke Matsui    | 69e |
| 09            | Teruaki Kurobe    |     |
| 14            | Daisuke Nakaharai | 69e |
|               |                   |     |
| Remplaçants : |                   |     |
| 21            | Hideaki Ueno      |     |
| 08            | Makoto Atsuta     | 69e |
| 15            | Tadamichi Machida | 69e |
| 11            | Yutaka Tahara     | 78e |
| 02            | Shigeki Tsujimoto |     |
|               |                   |     |
| Entraîneur :  |                   |     |
| Gert Engels   |                   |     |